# Renate Bergmann
Renate Bergmann ist die Kunstfigur einer ostdeutschen Rentnerin und eines der Pseudonyme des deutschen humoristischen Schriftstellers Torsten Rohde (* 1974 in Genthin).

## Torsten Rohde
Rohde studierte an der Technischen Hochschule Brandenburg Betriebswirtschaftslehre und arbeitete anschließend als Controller in Genthin. Seit 2016 wohnt er in Berlin.
Auf Familienfesten kam Rohde die Idee für seine Figuren. Am 16. Januar 2013 setzte seine Renate Bergmann ihren ersten Tweet ab. Nachdem ihre Fangemeinde schnell gewachsen war, veröffentlichte sie 2014 mit Ich bin nicht süß, ich hab bloß Zucker. Eine Online-Omi sagt, wie’s ist ihr erstes Buch. Das schaffte es auf Anhieb in die Spiegel-Bestsellerliste und wurde auch ins Koreanische übersetzt. Seitdem hat sie im Rowohlt Verlag Hamburg mehrere, ebenfalls erfolgreiche Taschenbücher veröffentlicht. 2020 bis 2023 erschienen Renate Bergmann Veröffentlichungen im Ullstein Verlag.
Bei Lesungen wird Renate Bergmann seit Mitte 2015 von der Schauspielerin Anke Siefken verkörpert.

## Kunstfigur Renate Bergmann
Renate Bergmann geb. Strelemann ist 82 Jahre alt. Ihr jüngerer Bruder ist Fritz, der in Schwaben lebt. Nach dem Zweiten Weltkrieg war sie Trümmerfrau und dann 40 Jahre lang Reichsbahnerin. Sie lebt alleine, hat einen Kater namens Katerle und ist vierfach verwitwet. Ihre Ehemänner hießen:  Otto Winkler, Wilhelm von Mohrskötter, Franz Hilbert und Walter Bergmann. Die liegen auf vier verschiedenen Friedhöfen in Berlin und die Grabpflege erfordert viel Zeit und logistische Anstrengungen. Mit Wilhelm von Mohrskötter hat sie eine 50-jährige Tochter: Kirsten, die im Sauerland wohnt, ist das genaue Gegenteil ihrer Mutter: esoterisch, „Weganerin“ und verdient ihr Geld als Heilpraktikerin für Kleintiere. Konventionen werden von Renate hochgehalten und im Haushalt macht ihr keiner was vor. Allerdings trinkt sie gerne mal einen Nordhäuser Korn, und dass sie neugierig ist, würde sie niemals zugeben. Nach der Wende zog sie in den Westteil der Stadt nach Berlin-Spandau. Mit ihrer besten Freundin Gertrud Potter schleicht sie sich oft beim Leichenschmaus ein oder unternimmt Busreisen. Auch mit dem befreundeten Rentnerehepaar Ilse und Kurt Gläser unternimmt sie viel. Ihre Hausnachbarinnen sind Frau Meiser und Frau Berber sowie in einer WG der hilfsbereite Jurastudent Alex. Im Fernsehen sieht sie gern „Aktendeckel XY“.
Nachdem sie von ihrem Großneffen Stefan Winkler ein „Händi“ bekommen hat, entdeckt sie als Online-Omi die Welt des „Interweb“: „Fäßbock“, "Wotzäpp", „Wickipeter“, „Jutjup“, "Äppsen", "Finstergram" & Co. Weil sie daran Gefallen gefunden hat, tippt sie ihre Geschichten in einen „Klappcomputer“, schreibt "I-Mehls" und erobert nun die analoge Welt der Bücher.
Im Mai 2020 erreichte der Band Dann bleiben wir eben zuhause Platz 1 der SPIEGEL-Bestsellerliste.

## Auszeichnungen
- 2015: Dritter Platz beim LovelyBooks Leserpreis in der Kategorie Humor für Das bisschen Hüfte, meine Güte[4]
- 2016: Zweiter Platz beim LovelyBooks Leserpreis in der Kategorie Humor für Wer erbt, muss auch gießen[5]
- 2017: Erster, zweiter und dritter Platz beim LovelyBooks Leserpreis in der Kategorie Humor für Besser als Bus fahren, Das kann man doch noch essen und Ich seh den Baum noch fallen[6]
- 2018: Erster Platz beim Hörkules-Hörbuchpreis für Besser als Busfahren. Die Online-Omi legt ab. Gekürzte Lesung mit Carmen-Maja Antoni
- 2018: Erster Platz beim LovelyBooks Leserpreis in der Kategorie Humor für Ich habe gar keine Enkel[7]
- 2019: Erster Platz beim LovelyBooks Leserpreis in der Kategorie Humor für Die Reste frieren wir ein
- 2020: Erster Platz Der SPIEGEL-Bestsellerliste (Hardcover) mit Dann bleiben wir eben zu Hause![8]

## Werke (Auswahl)
- Ich bin nicht süß, ich hab bloß Zucker. Eine Online-Omi sagt, wie’s ist. Rowohlt, 2014, ISBN 978-3499236907
- Das bisschen Hüfte, meine Güte. Die Online-Omi muss in Reha. Rowohlt, 2015, ISBN 978-3499270444
- Kennense noch Blümchenkaffee? Die Online-Omi erklärt die Welt. Rowohlt, 2015, ISBN 978-3499290749
- Über Topflappen freut sich ja jeder. Weihnachten mit der Online-Omi. Rowohlt, 2015, ISBN 978-3499271656
- Wer erbt, muss auch gießen. Die Online-Omi teilt auf. Rowohlt, 2016, ISBN 978-3499272912
- Wir brauchen viel mehr Schafe. Die Online-Omi macht Theater. Rowohlt, 2016, ISBN 978-3499272899
- Das kann man doch noch essen: Renate Bergmanns großes Haushalts- und Kochbuch. Rowohlt, 2017, ISBN 978-3499272905
- Besser als Bus fahren. Die Online-Omi legt ab. Rowohlt, 2017, ISBN 978-3-499-29094-7
- Ich seh den Baum noch fallen: Renate Bergmanns Weihnachtsabenteuer. Rowohlt, 2017, ISBN 978-3-499-27362-9
- Ich habe gar keine Enkel. Die Online-Omi räumt auf. Rowohlt, 2018, ISBN 978-3-499-27434-3
- Das Dach muss vor dem Winter drauf. Die Online-Omi baut ein Haus. Rowohlt, 2019, ISBN 978-3-499-27588-3
- Die Reste frieren wir ein. Weihnachten mit Renate Bergmann. Rowohlt, 2019, ISBN 978-3-499-00148-2
- Dann bleiben wir eben zu Hause! Mit der Online-Omi durch die Krise. Ullstein Verlag, Berlin 2020, ISBN 978-3-548-06434-5
- Ans Vorzelt kommen Geranien dran. Ullstein Verlag, Berlin 2020, ISBN 978-3-548-06261-7
- Fertig ist die Laube. Die Online-Omi gärtnert. Ullstein Verlag, Berlin 2021, ISBN 978-3-548-06298-3
- Man muss sich nur trauen: Die Online-Omi trägt die Schleppe. Ullstein Verlag, Berlin 2022, ISBN 978-3-548-06478-9
- Dann lassen wir eben die Heizdecke weg! Sparen mit der Online-Omi, Ullstein Verlag, Berlin 2022, ISBN 978-3548067575
- Das ist ja wohl die Krönung! Die Online-Omi besucht die Royals, Ullstein Verlag, Berlin 2023, ISBN 978-3548068985
- Nicht, dass noch jemand sitzenbleibt! Die Online-Omi packt den Ranzen, Ullstein Verlag, Berlin 2023, ISBN 978-3548064772
- Aber nach drei Strophen ist Schluss! Die Online-Omi rettet Weihnachten. Rowohlt, 2024, ISBN 978-3-499-01616-5
- Ihr habt es gut, ihr habt ja mich. Die Online-Omi lässt sich wählen. Rowohlt, 2025, ISBN 978-3-499-01613-4

## Filmografie
- 2018: Renate Bergmann bei IMDb